# ناوچه آب‌خاکی تانک مارک ۸
ناوچه آب‌خاکی تانک مارک ۸ (به انگلیسی: Mark 8 Landing Craft Tank) یک کشتی است که طول آن ۲۲۵ فوت (۶۹ متر) می‌باشد.